# モハーチの戦い (1687年)
第二次モハーチの戦い（英語: Second Battle of Mohács）、またはハルサニ山の戦い（英語: Battle of Harsány Mountain）は1687年8月12日、オスマン帝国の大宰相サル・スレイマン・パシャ率いるオスマン軍とロレーヌ公シャルル5世率いる神聖ローマ帝国軍の間の戦闘。結果はオスマン軍の大敗だった。

## 背景
大トルコ戦争は1683年7月、オスマン軍によるウィーン攻撃で始まった。しかし、この第二次ウィーン包囲は9月12日にポーランド王ヤン3世率いるポーランド・リトアニア共和国軍と神聖ローマ帝国の連合軍によって破られた。1683年9月以降、戦争の主導権は帝国軍に移った。その後の数年間、ロレーヌ公シャルル5世率いる帝国軍はオスマン軍を後退させ、エステルゴム、ヴァーチ、ペシュトなど多くの要塞を奪還した。ブダ包囲戦の後は王領ハンガリーの元の首都であるブダを包囲して落とした。1686年末にはオスマン帝国が和平を打診したが、ハンガリー全体を征服する好機であると見た神聖ローマ帝国は和平を断った。
1687年4月、ウィーンの宮廷ではさらなる軍事行動が決定された。シャルル5世率いる本軍約4万はドナウ川に沿って進み、ドラヴァ川右岸のオシエクまで進軍する一方、バイエルン選帝侯マクシミリアン2世エマヌエル率いる別働隊2万人はティサ川に沿って進み、ソルノク、続いてペトロヴァラディンへ進軍した。7月中旬、2人はドナウ川で合流、オシエクまで進んだ。
一方、オスマン帝国の大宰相サル・スレイマン・パシャ率いるオスマン軍約6万はオシエクにあるドラヴァ川の渡河点（およびその長さ8キロメートルの木橋）の前に布陣し、陣地を要塞化した。神聖ローマ帝国軍が到着すると、両軍は川の両岸にそれぞれ布陣してにらみ合ったが、7月末には帝国軍が河岸で橋頭堡を確保、戦列を形成してオスマン軍を挑発した。しかし、オスマン軍は積極策に出ず、ドラヴァ川の堰、橋や河岸を砲撃するにとどめて自重した。
シャルル5世は要塞化した陣地を出てこないオスマン軍への攻撃は不可能だと考え、数日後に橋頭堡を放棄した。この行動はシャルル5世の部下からも皇帝レオポルト1世からも批判された。一方の大宰相は帝国軍が戦意を喪失したと考えて追跡を命じ、8月の初めには巧妙な行軍で帝国軍をモハーチへ追い返すことに成功した。近くのダルダにはオスマン軍の要塞化した陣地があるが、密林でうまく遮蔽されたため帝国軍は気づかず、シャルル5世はオスマン軍が近くにいることを全く予想しなかった。

## 戦闘
8月12日朝、シャルル5世はシクローシュの位置とその土地の硬さにより戦場として適していると考え、そこへの移動を決定した。これにより、帝国軍右翼は西へ移動し始め、密林地帯に突入した。大宰相は好機到来と考え、全軍で帝国軍左翼へ攻撃することを命じた。バイエルン選帝侯マクシミリアン2世エマヌエル率いる帝国軍左翼はまだ行軍を開始しておらず、計画では右翼に続いて西へ移動する予定だった。オスマン軍はナジハルサニと近くのナジハルサニ山で帝国軍を捕捉した。オスマン軍のスィパーヒー騎兵隊8千人は左から帝国軍の側面を攻撃しようとした。マクシミリアン2世はすぐさまに自軍が危機に陥ったことをシャルル5世に知らせた。命令はすぐに下され、マクシミリアン2世の軍は人数が倍のオスマン軍の攻撃から身を守るよう布陣した。帝国軍は踏ん張り、エネア・シルヴィオ・ピッコローミニ将軍とその騎兵連隊の一部は反撃に成功、スィパーヒー騎兵の進軍を止めた。
大宰相は予想外の激しい抵抗に驚き、オスマン軍の攻撃停止を命じた。砲兵は帝国軍への攻撃をつづけたが、歩兵と騎兵はそのまま留まるよう命じられ、また歩兵には要塞の後ろで守備に就くよう命じられた。オスマン軍の行動の鈍さにより、帝国軍右翼は元の位置へ戻る時間を得た。シャルル5世は守備につくことを考え、もしそのように行動した場合には戦況が膠着に陥る可能性があった。しかし、主導権を握るために、マクシミリアン2世とバーデン＝バーデン辺境伯ルートヴィヒ・ヴィルヘルムはシャルル5世を説得して大規模な反撃命令を下した。15時に反撃の準備が整ったが、対する大宰相もイェニチェリの指揮官テキルダール・ムスタファ・パシャとともに攻撃を再度仕掛けることにした。イェニチェリが正面で攻撃する一方、スィパーヒーは今度も側面攻撃を仕掛けようとした。ルートヴィヒ・ヴィルヘルムは歩兵中隊で攻撃を食い止めることに成功、続いてオスマン軍がまだ完成していない守備の陣形を攻撃した。この浸透攻撃の最前列にはジャン＝ルイ・ド・ビュッシー＝ラビュタンとプリンツ・オイゲン両将軍率いる部隊がいた。オスマン軍の騎兵は帝国軍の側が斜面で馬が進むには困難だったことから下馬しなければならず、結果的にはオスマン軍の攻撃も守備も失敗、オスマン軍は逃げるように撤退した。戦闘はオスマン軍の大敗に終わった。
戦闘を通して、帝国軍では主に戦ったのが左翼だった。右翼は前方に密林があったため攻撃ができなかったのだった。それでも右翼から密林を素通りしてオスマン軍を移動、撤退させようとしたが、右翼の縦隊は密林の行軍中に道に迷った。
帝国軍の損害は600人と僅少だった。オスマン軍は約1万人が死亡、ほとんどの大砲（約66門）が失われ、多くの装備も失われた。大宰相が指揮に使う豪華なテントとオスマン軍旗160本は帝国軍の手に落ちた。マクシミリアン2世に与えられた戦利品は2百万金ドゥカート以上の価値があったと記録されている。

## その後
戦闘の後、オスマン帝国は危機に陥った。オスマン軍は反乱し、大宰相サル・スレイマン・パシャは軍に殺害されることを恐れて逃亡した。敗戦と反乱の報せが9月の初めにイスタンブールに届くと、アバザ・シヤヴシュ・パシャ2世が指揮官と大宰相に任命されたが、彼が指揮を正式に引き継ぐ前にオスマン軍は解体、イェニチェリやスィパーヒーが続々とイスタンブールの基地へと戻ってきた。大宰相のイスタンブールにおける摂政も怖気づいて隠れた。サル・スレイマン・パシャは処刑された。スルタンのメフメト4世はボスポラス海峡における指揮官のキョプリュリュ・ファズル・ムスタファ・パシャを大宰相のイスタンブールにおける摂政に任命した。彼は上級官僚や軍の首脳部に相談した後、1687年11月8日にメフメト4世を廃位、スレイマン2世を即位させた。
オスマン軍の解体により、帝国軍はオシエク、ペトロヴァラディン、スレムスキ・カルロヴツィ、イロク、ヴァルポヴォ、ポジェガ、パロタ、エゲルなど広大な領土を征服することができ、現スラヴォニアとトランシルヴァニアの大半が帝国領となった。1687年12月9日、プレスブルクで議会が開催され、ヨーゼフ大公が初代世襲ハンガリー王として戴冠した、その後は神聖ローマ皇帝がハンガリー王を兼任すると定められた。オスマン帝国の行政は1年間麻痺し、帝国軍はベオグラードを包囲するなど、バルカン半島を奥深くまで侵攻した。